# Liesbeth van Hoorn
Liesbeth van Hoorn es una deportista neerlandesa que compitió en natación sincronizada. Ganó una medalla de plata en el Campeonato Europeo de Natación de 1981, en la prueba de equipo.

## Palmarés internacional
| Campeonato Europeo | Campeonato Europeo | Campeonato Europeo | Campeonato Europeo |
| Año                | Lugar              | Medalla            | Prueba             |
| ------------------ | ------------------ | ------------------ | ------------------ |
| 1981               | Split (Yugoslavia) | Medalla de plata   | Equipo             |